# Chaetocladius unicus
Chaetocladius unicus är en tvåvingeart som beskrevs av Makarchenko 2001. Chaetocladius unicus ingår i släktet Chaetocladius och familjen fjädermyggor. Inga underarter finns listade i Catalogue of Life.